# Margarita Porete
Margarita Porete, o Marguerite Porrette, o la Porette (condenada a la hoguera en 1310), fue una mística francesa de la corriente de las beguinas, autora de El espejo de las almas simples, libro de mística cristiana centrado en la noción del amor divino. Fue condenada y quemada el 1 de junio de 1310 en París, bajo el reinado de Felipe el Hermoso.
Se sabe que en 1306 Guido II, obispo de Cambrai, condenó el Espejo y lo hizo quemar en la plaza pública de Valenciennes, amenazando con la excomunión a quien lo leyera. Felipe de Marigny, sucesor de Guido, continuó con la acusación; por disposición del inquisidor general del reino de Francia, el dominico Guillermo de París, fue encarcelada durante un año en París. Su escrito fue condenado por un tribunal compuesto por 21 profesores de París, entre los que se encontraban Juan Gerson y Nicolás de Lira; fue entregada al brazo secular el 31 de mayo de 1310 y quemada al día siguiente en la plaza de Grève, ante una multitud predispuesta a su favor por su actitud decidida ante la hoguera.

## Biografía
Las únicas fuentes sobre la vida de Porete son las crónicas, parciales, de su juicio por herejía. Sin duda nacida a mediados del siglo XIII, se asocia a Margarita Porete a las beguinas, una importante corriente piadosa a la cual pertenecieron también Hadewych de Amberes y Heilwige Bloemart. Estas mujeres piadosas se consagraron a Dios y a las buenas obras, sin vivir forzosamente en comunidad ni obedecer a una regla. Porete vivía en la región del Hainaut, según creen la mayoría de estudiosos en Valenciennes. En los paratextos de su libro (las famosas Approbationes) se la presenta como una "religiosa muy sabia". Algunos la asocian también, aunque el vínculo es más tenue, a la Hermandad del libre espíritu, grupo considerado herético por su rechazo de las leyes de la teología moral en presencia de la fe.
Expresó su misticismo en su obra Le mirouer des simples ämes (en español El espejo de las almas simples), en la que presentaba el Amor del Alma tocada por Dios y hacía entablar diálogos alegóricos al Amor y a la Razón. El obispo de Châlons, a quien ella presentó el texto, la acusó de herejía –seguramente por las implicaciones prácticas de las doctrinas del libro–. Este fue quemado por primera vez en 1306, y condenado de nuevo en París en 1309. Margarita Porete fue condenada por la Inquisición el 31 de mayo de 1310. Fue quemada en la hoguera el 1 de junio de 1310 en la plaza de Grève. Sin embargo, su obra sobrevivió: la Inquisición la tradujo al latín (con el título Speculum simplicium animarum), se piensa que a raíz del mismo juicio, y desde finales del siglo XIV aparecieron nuevas traducciones en italiano e inglés medio.
A diferencia de otras figuras religiosas, tales como Juana de Arco y Meister Eckhart, que fueron condenadas y rehabilitadas más adelante por la Iglesia Católica, es poco probable que la figura de Porete sea rehabilitada. Hasta 1946, cuando Romana Guarnieri descubrió el nexo entre autora y libro, no se supo que fue ella quien había escrito el Espejo, copiado anónimamente o puesto bajo autoría masculina de Jean Gerson desde su muerte.

## El Espejo de las almas simples

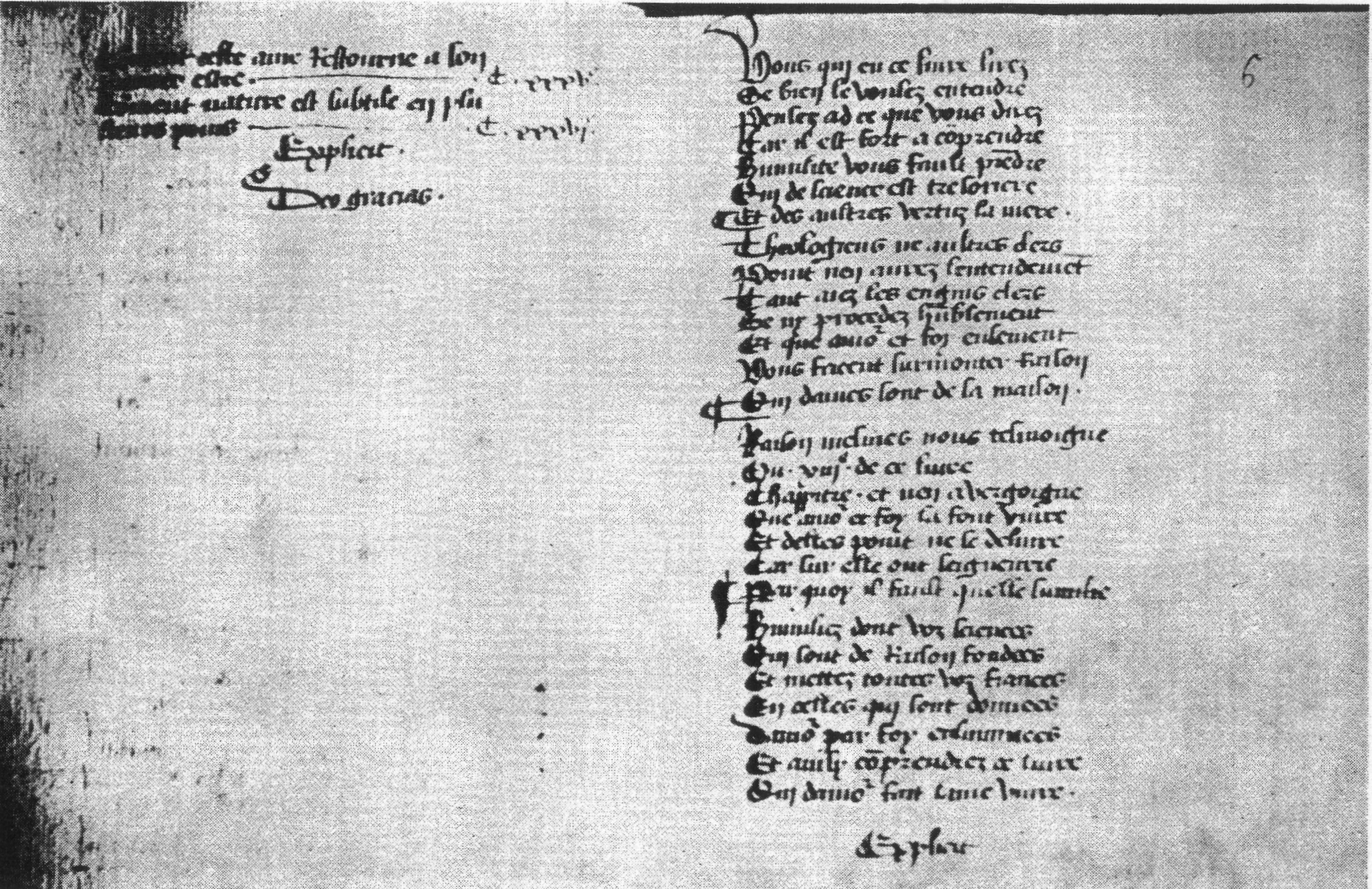
Margarita Porete, El espejo de las almas simples, final del índice e inicio del poema.

El título completo, Le mirouer des simples ames anientis et qui seulement demourent en vouloir et desir d’amour, contiene ya en sí lo esencial del pensamiento de Margarita Porete: la reducción del alma simple tocada por Dios al deseo y voluntad de Éste. 
Escrito inicialmente en francés antiguo picardo, se tradujo al latín y otras lenguas y tuvo una amplia difusión. Algo del lenguaje, así como el formato alegórico de un diálogo entre personajes como el Amor, la Virtud y el Alma, reflejan una familiaridad con el estilo de amor cortés popular en la época, y da testimonio del alto nivel de educación y sofisticación de Porete.
Aunque la mayor parte del libro parece seguir un argumento racional y erudito entre diferentes partidos, Porete defiende en definitiva que el alma debe dejarlo todo, incluso la razón. El "alma aniquilada" es aquella que lo ha abandonado todo excepto a Dios. Una de las características esenciales del libro es su finalidad eminentemente práctica: Margarita pretende enseñar doctrinas para conseguir esta "simplificación" de la que se ha hablado, por ejemplo, a través de imágenes.

## El juicio
El juicio de Porete fue inusual. En la Edad Media había muchas místicas que (por definición) reivindicaban un contacto místico directo con Dios, sin necesidad de contar con el clero; y muchas de ellas (como Hildegard de Bingen, Catalina de Siena, Brigitta Birgirsdottir, etc.) no fueron vistas como sospechosas.
Las autoridades eclesiásticas habían advertido a Porete de que consideraban herética su obra, que fue quemada públicamente en Valenciennes por el obispo de Cambrai. Uno de los tabúes rotos por Porete era haber escrito su libro no en latín, sino en la lengua vernácula, que era el francés antiguo. Le ordenaron dejar de difundir su doctrina y su libro, y al no acatar las órdenes, fue finalmente detenida por el inquisidor local por herejía, pese a que Porete afirmaba en el libro haber consultado y recibido la aprobación de tres autoridades eclesiásticas, incluido el muy respetado maestro en teología Godofredo de Fontaines.
Los manuales medievales sobre el "discretio spirituum" (el juicio religioso sobre visiones místicas) emplazaban a los clérigos a servir en un papel de asesoramiento; sin embargo, les advertían sobre su incapacidad última para hacer un juicio definitivo en tales materias (véanse los manuales de fines del medievo como "De probatione spirituum" de Gerson y "De distinctione verarum visionum a falsis"). Estos manuales pedían a los clérigos dar sabios consejos, no un juicio definitivo, advirtiéndoles que podrían equivocarse y acabar por oponerse a la voluntad Divina.
Se ha planteado recientemente que Porete fue arrestada en Châlons-en-Champagne en 1308, tras entregar una copia de su libro al obispo local.
El jefe de la acusación fue el dominico Guillermo de París, entonces Gran Inquisidor de Francia, asistido por el franciscano Nicolás de Lira y por un gran número de clérigos, universitarios y juristas. Porete había sido detenida junto a su correligionario bigardo Guiard de Cressonessart, también procesado. Ambos pasaron un año y medio encarcelados antes del inicio del proceso. Guiard se erigió en defensor de Margarita pero finalmente cedió a las presiones y se declaró culpable, por lo que fue condenado a una pena de prisión. Margarita Porete, sin embargo, se negó a abjurar de sus ideas, a retirar su libro e incluso a prestar el juramento requerido para proceder por el inquisidor, que la trató de "pseudo mujer". Finalmente, tres obispos teólogos la declararon culpable de herejía y fue quemada viva ante una multitud impresionada por su serenidad ante el suplicio, en la plaza de Grève.
Tras su muerte, fragmentos de su libro fueron empleados en el Concilio de Vienne para condenar por herética a la Hermandad del libre espíritu.